# Roger Riffard
Pour les articles homonymes, voir Riffard.
Roger Riffard, né le 1er avril 1924 à Villefranche-de-Rouergue et mort le 29 octobre 1981 à Créteil, est un auteur-compositeur-interprète, comédien et romancier français.

## Biographie
Né en 1924 dans l'Aveyron, il entreprend des études de médecine qu'il abandonne rapidement, il est enseignant, puis employé à la SNCF où il est chef d'équipe pendant 10 ans, écrit dans Le Monde libertaire, avant de publier deux romans en 1954 et 1956.
Composant également des chansons, il est encouragé par des amis à se produire en public : il chante sur la scène du cabaret Le Cheval d'Or. Contemporain de Boby Lapointe, Anne Sylvestre et Ricet Barrier, il est remarqué par Jacques Canetti qui lui fait enregistrer des disques, le premier en 1959. Il apparaît alors sur de nombreuses scènes parisiennes comme provinciales et fait la première partie des tours de chant de Georges Brassens.
En 1962, il crée la musique d'un court-métrage de Serge Korber dans lequel il interprète un rôle. C'est là le début de sa carrière de comédien, qui le voit se produire dans la cour d'honneur du palais des Papes au festival d'Avignon et jouer dans des films populaires ou bien d'auteur.
Il revient à la chanson en 1979, au café-théâtre de la Vieille Grille.
Il meurt le 29 octobre 1981, deux heures avant son ami Georges Brassens. La disparition de ce dernier éclipse dans les médias celle de Roger Riffard qui n'est que très peu commentée, comme le remarque Pierre Louki dans son livre de souvenirs Avec Brassens (1999), où il évoque Roger Riffard à plusieurs reprises.
Il repose au cimetière de Banhars (Aveyron) où il possédait avec sa femme une maisonnette dans laquelle ils passaient quelques jours par an.

## Chanson
Roger Riffard possède une voix fluette et haut perchée étonnante, tout à la fois enjouée et mélancolique. Ses chansons reflètent un univers poétique tendre, drolatique et touchant.

### Citation
« 
Je n'aurai pas de petite maison

Pour y chanter mes petites chansons

Je les chanterai sur les chemins

Comme c'est écrit dans le creux de ma main

Les habitants des petites maisons

Se disent entre eux que je suis un paresseux

Ils n'ont pas tort les habitants

Des  petites maisons où l'on se plaît tant
 »
— La Petite Maison
Philips, 1960

### Discographie
- Quatre révélations de la chanson, 1959 (45 tours EP 4 titres - une chanson de Roger Riffard : Loulou de la vache noire, une chanson de Anne Sylvestre, une de Pierre Brunet et une de Jean-Pierre Suc - Marie-Claire/Philips MC 7 / 424 133)
- Les P'tits Trains, 1959 (45 tours EP 4 titres - Philips 432 363)
- Ah ! Qu'il est doux, 1960 (45 tours EP 4 titres - Philips 432 429)
- Timoléon le jardinier, 1962 (45 tours EP 4 titres - enregistrement public à Bobino - Philips 432 744)
- Toi qui ressembles, 1963 (25 cm - 8 titres - Philips 76 565)
- La Poupée, 1974 (45 tours - musique de la pièce de Jacques Audiberti - JPB 429 A)
- Roger Riffard, 1983 (33 cm - 16 titres - Philips 811 383-7)
- Roger Riffard, 2000 (CD - 17 titres - Universal Music 157 470-2)

### Autres interprètes
Les chansons de Roger Riffard ont également été enregistrées par des artistes aussi divers que Michèle Arnaud, Suzanne Gabriello, Anne Sylvestre, Julos Beaucarne, Gérard Morel, Mouloudji, Daniel Prévost, Lionel Mazari etc.
En 2014 est créé le spectacle Gare à Riffard ! sur une idée originale de Gérard Morel, Anne Sylvestre et Luc Sotiras, avec comme interprètes Gérard Morel, Anne Sylvestre, Zaza Fournier, Flavia Pérez, Thibaud Deféver (du groupe Presque Oui), Hervé Peyrard.
En 2022, récréation des chansons de Roger Riffard par Lionel Mazari :
https://youtube.com/playlist?list=PLy6WbtdtS-O8xY9teajGD0p8bIMRhJnQd

## Filmographie

### Cinéma
- 1962 : La Dame à la longue-vue de Serge Korber
- 1962 : Delphica de Serge Korber
- 1963 : Une chaumière et un cœur de Serge Korber
- 1963 : L'Épouse infernale de Serge Korber
- 1965 : Le Dix-septième Ciel de Serge Korber
- 1966 : Un idiot à Paris de Serge Korber : un habitant de Jaligny
- 1968 : La Trêve de Claude Guillemot
- 1972 : Le Franc-tireur de Jean-Max Causse : le facteur
- 1973 : Themroc de Claude Faraldo : un gardien de l'usine
- 1973 : Les Aventures de Rabbi Jacob de Gérard Oury : un inspecteur, adjoint d'Andréani
- 1973 : Lacombe Lucien de Louis Malle
- 1974 : On s'est trompé d'histoire d'amour de Jean-Louis Bertuccelli : M. Buzac
- 1975 : Peur sur la ville de Henri Verneuil : le gardien de la tour
- 1975 : L'Incorrigible de Philippe de Broca : le second chauffeur de taxi
- 1976 : Cours après moi que je t'attrape de Robert Pouret : un serveur
- 1976 : Le Jouet de Francis Veber : Paul, le jardinier
- 1977 : Vous n'aurez pas l'Alsace et la Lorraine de Coluche et Marc Monnet : Père L'Auriot
- 1978 : Préparez vos mouchoirs de Bertrand Blier : le médecin du port
- 1978 : Les Ringards de Robert Pouret : le caissier de la banque
- 1978 : La Carapate de Gérard Oury : un automobiliste
- 1979 : Buffet froid de Bertrand Blier
- 1979 : Les héros n'ont pas froid aux oreilles de Charles Nemes : l'agent de police à cyclomoteur
- 1979 : Laisse-moi rêver de Robert Ménégoz : Me Chopard, huissier de justice
- 1980 : Inspecteur la Bavure de Claude Zidi : le voiturier
- 1981 : Allons z'enfants de Yves Boisset : Oncle Claudius

### Télévision
- 1963 : L'Épouse infernale (court métrage) de Serge Korber
- 1970 : La Brigade des maléfices de Claude Guillemot
- 1965 : 22, avenue de la Victoire (Mini-série télévisée) : le psychiatre
- 1967 : Vidocq de Marcel Bluwal
- 1970 : La Brigade des maléfices de Claude Guillemot
- 1972 : Le Temps d'un été, de Maurice Failevic,
- 1972 : Suivez Budart, d'André Voisin, feuilleton dont il tient le rôle principal
- 1973 : Les Nouvelles Aventures de Vidocq de Marcel Bluwal : un gardien de prison (épisodes 2 et 7)
- 1974 : Malaventure ép. « Un plat qui se mange froid » de Joseph Drimal
- 1974 : Stefano de Bernard Bouthier
- 1977 : Rendez-vous en noir, de Claude Grinberg
- 1978 : Le Dernier Train, de Jacques Krier
- 1979 : Les yeux bleus (téléfilm, 1979), de François Dupont-Midy
- 1980 : Légitime défense, de Claude Grinberg
- 1980 : Médecins de nuit de Jacques Tréfouël, épisode : L'entrepôt (série télévisée)
- 1980 : Les Mystères de Paris d'André Michel
- 1981 : Paris Saint-Lazare de Marco Pico, dans l'épisode 3 "Mercredi". Il décède en cours de production de la série, au début de l'épisode 6, "Samedi", il lui est rendu homage.

#### Polémique autour deSuivez Budart
Suivez Budart est un feuilleton télévisé dont Roger Riffard est l'interprète principal. La diffusion de ce feuilleton entraîne de nombreuses réactions négatives, au point qu'en septembre 1972, il est en une du magazine de Télé 7 Jours avec le titre L'affaire Budart inquiète. Les téléspectateurs ont écrit en nombre pour se plaindre : « Totalement démentiel ce feuilleton, on ne peut aller plus loin dans la folie et la bêtise. », « Suivez Budart : une nullité complète sans intérêt. Tous les comédiens sont médiocres dans un feuilleton complètement raté. », « La plus grosse niaiserie qui puisse exister ».
Interviewé, Riffard défend le rôle en déclarant : « Budart est un vieux militaire pensionné, philosophe, simple, attaché aux traditions, un peu entêté, gaffeur, mais finalement plein de bonne volonté, bref, un bon bougre de Français moyen somme toute comme moi ! » et précise que le réalisateur, André Voisin lui a laissé une large part à l'improvisation.

## Théâtre
- 1967 : Extra-Muros de Raymond Devos, mise en scène de l'auteur, Théâtre des Variétés
- 1972 : Le Soir des diplomates de et mise en scène Romain Bouteille, Poche Montparnasse
- 1974 : La Poupée de Jacques Audiberti, mise en scène Bernard Ballet et Marcel Maréchal, Théâtre du Huitième Centre dramatique national de Lyon, Festival d'Avignon
- 1974 : Hölderlin de Peter Weiss, mise en scène Bernard Ballet et Marcel Maréchal, Festival d'Avignon
- 1976 : Falstafe de Valère Novarina, mise en scène Marcel Maréchal, Théâtre du Gymnase
- 1977 : Cripure de Louis Guilloux, mise en scène Marcel Maréchal, Théâtre National de Marseille
- 1977 : Falstafe de Valère Novarina, mise en scène Marcel Maréchal, Théâtre National de Marseille,

## Romans
En 2021, la maison Bouclard Éditions a entamé un travail de réédition des romans de Roger Riffard. Ils ont collaboré pour cela avec l'éditeur et journaliste Édouard Jacquemoud.
- La Grande Descente, Julliard, 1954, réédité en 2021 par Bouclard Éditions
- Les Jardiniers du bitume, Julliard, 1956, réédité en 2021 par Bouclard Éditions